# Фульман, Марианн-Леон Аарон Янович
Марианн-Леон Аарон (Янович) Фульман, (27 марта 1864 (1866), Старе-Место — 18 декабря 1945 года) — священник римско-католической церкви, депутат Государственной думы Российской империи I созыва от Петроковской губернии Царства Польского, польский католический епископ, епархиальный архиерей Люблина с 1918 по 1945 год.

## Биография
Окончил гимназию, римско-католическую церковную семинарию и Императорскую Римско-католическую духовную академию в Санкт-Петербурге со степенью магистра богословия. 13 мая 1889 в городе Влоцлавеке принял духовный сан. Настоятель прихода, профессор римско-католической духовной семинарии, редактор богословского журнала «Пастырские Ведомости» в Петрокове. Его перу принадлежат многочисленные богословские сочинения на польском языке. Активно участвовал в деятельности христианских социальных организаций в Царстве Польском. За национальную и священническую деятельность в Влоцлавеке (Влоцславске), Ковале и Петрокове подвергался гонениям со стороны русской администрации. В 1894 году был заключен в тюрьму Павяк и выслан на 5 лет в Нижний Новгород с лишением права преподавания в учебных заведениях, в 1896 году амнистирован, но фактически права преподавания не получил, несмотря на настойчивые просьбы Вроцлавского епископа. В 1907 году настоятель прихода в Ченстохове.

### В Государственной Думе
Избран депутатом в Первую Государственную Думу от Петроковской губернии Царства Польского. По одним сведения сторонник партии «Народной свободы», по другим более точным — член польской национально-демократической партии. Характеризуется, как большой сторонник христианской демократии по программе папы Льва XIII и папы Пия Х. Входил также в состав Польского коло.

### В независимой Польше
24 сентября 1918 он был назначен епархиальным архиереем в Люблине. Был рукоположен в епископы 17 ноября 1918 в Варшаве. Он был одним из основателей и первым Великим канцлером Католического университета Люблина. В 1928 году он провёл первый синод епархии. 10 ноября 1938 «за выдающиеся достижения в области социальной работы» был награждён орденом Возрождения Польши.

### При нацистской оккупации
В 1939 году арестован немецкими оккупационными властями, заключён в тюрьму в Люблинском замке. Приговорён к смертной казни и доставлен в концлагерь Заксенхаузен (1939—1940) под Ораниенбургом. После освобождения из Заксенхаузена отправлен в Новы-Сонч (1940—1945).

## Память
Его именем названа одна из улиц в Люблине (в районе Wrotków).